# Активная оборона (концепция ВС США)

Соотношение сил на европейском театре военных действий по данным на 1973 год

«Активная оборона» (англ. active defense) — американская концепция ведения оборонительных действий на оперативном уровне, разработанная в 70-х годах XX века для противостояния с войсками стран организации Варшавского договора в условиях Европейского театра военных действий.
В 1982 году, в связи с неадекватностью «активной обороны» новым условиям сложившейся военно-политической обстановки, ей на смену пришла концепция воздушно-наземной операции.

## Предыстория

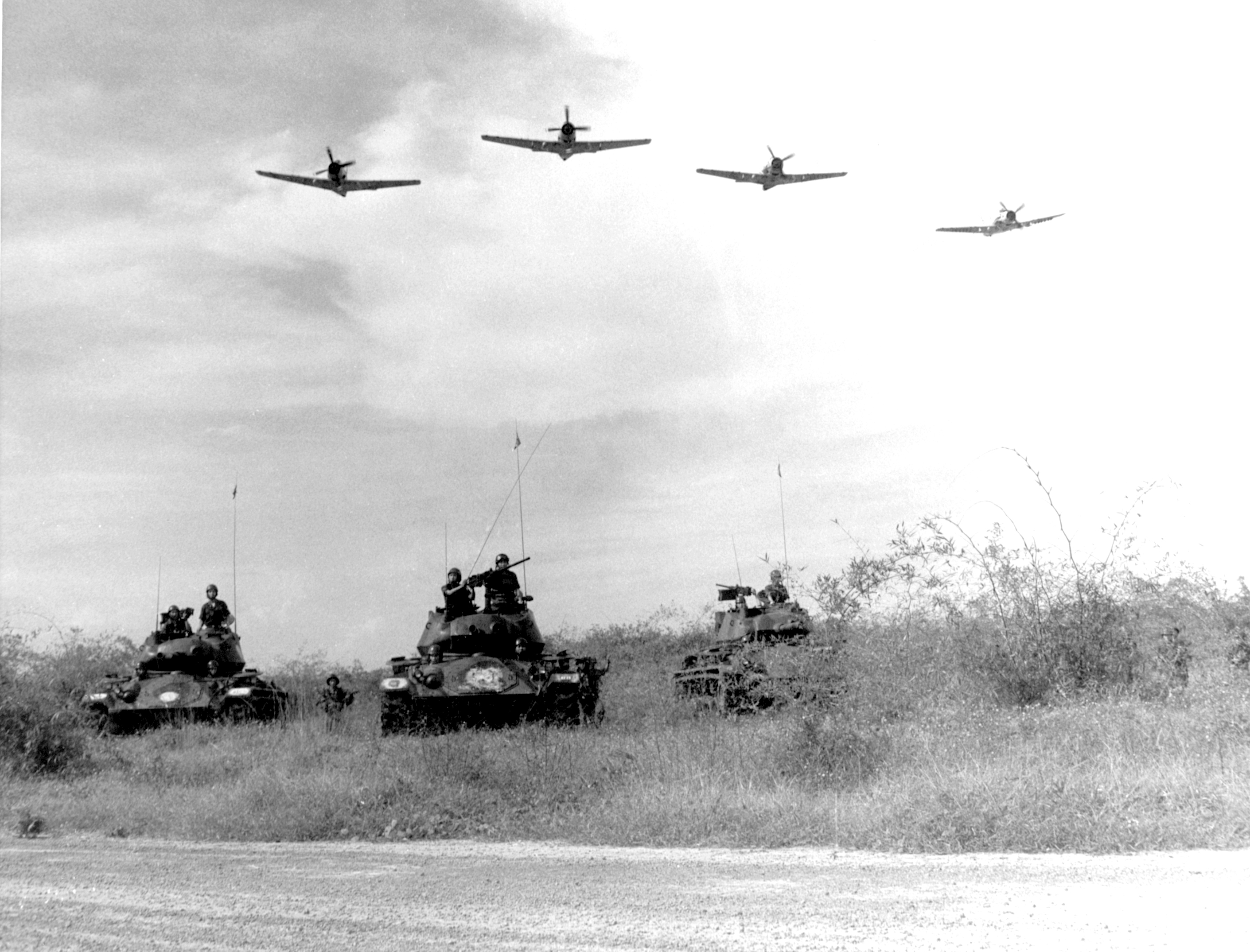
Совместные учения авиации и сухопутных войск в Южном Вьетнаме (1963 год)

В начале 70-х годов произошла переоценка американским командованием своих взглядов на характер ведения боевых действий, которые были основаны на боевом опыте предыдущего десятилетия. Осмыслив опыт аэромобильно-антипартизанской войны во Вьетнаме, руководство армии США переключилось на основной потенциальный театр военных действий, которым продолжала оставаться Западная Европа. После «вьетнамского десятилетия» ощущалась нужда в переформулировании и уточнении основных концепций ведения традиционного общевойскового боя и применения обычных вооружений.
На основе анализа опыта войны Судного дня был сделан вывод, что кардинальное возрастание эффективности и огневых возможностей всего комплекса современных вооружений требует приступить к разработке новых тактических приёмов использования местности, маскировки, подавления войск противника и общевойсковой координации сил. Разработка новой доктрины шла исходя из установок, что потенциальный противник будет обладать вооружением с характеристиками, как минимум, не худшими, чем у американской армии, при этом особое беспокойство вызывал рост боевых возможностей стран Варшавского договора, которые рассматривались, как самый опасный враг, обладающий значительным численным перевесом над силами западных государств.
В результате обстоятельного изучения вопросов оборонительных действий и их организации аналитики армии США пришли к выводу, что обе классические формы ведения обороны (мобильная и позиционная) не отвечают реалиям начального периода войны, когда задействование ядерного оружия на европейском континенте представлялось маловероятным.
В связи с этим был проведён комплекс военно-теоретических изысканий по устранению выявленных недостатков, и обновлённая концепция получила название «активной обороны». Для соответствия современным требованиям она делала ставку на дальнейшее развитие принципа концентрации сил и огневых средств на решающих направлениях. В рамках её установок он был реализован с помощью тесного сочетания огневых возможностей обычных видов вооружения, особенностей местности и тщательного выбора момента для выдвижения войск на угрожаемые направлениях.

## Общие положения
Суть активной обороны заключалась в развёртывании своих частей до начала активной фазы наступления войск противника. Пока его планы относительно направления главного удара оставались неясными, развёртывание должно было проходить в один эшелон, элементы которого располагались относительно равномерно вдоль всей протяжённости фронта. При этом, значительные силы выделялись для действий в полосе обеспечения, а крайне небольшая часть войск отводилась в резерв.
На стратегическом уровне главным приоритетом всех войск назначалась оборона, а осуществление наступательных действий предписывалось только если имелась возможность нанести противнику значительные потери или выполнить задачи, существенные для исхода крупного сражения. Для всего командного состава вводилось требование ознакомления с традиционными приёмами советской тактики, такими как, например, масштабное использование массированного артиллерийского огня.
С началом наступательных действий противника по мере прояснения направления основного удара и замысла операции активная оборона подразумевала стремительную перегруппировку частей резерва и сил первого эшелона со второстепенных участков на угрожаемые направления. По мнению американского командования, такой манёвр способствовал бы созданию на ключевых участках необходимой концентрации сил и глубины обороны, позволяя уверенно обороняться при соотношении сил 1:3 в пользу наступающего. Если же обороняющейся стороне удалось бы обеспечить мощную авиационную и артиллерийскую поддержку, а также в условиях благоприятной местности, допускалось кратковременное ведение обороны при соотношении сил 1:6.
Разгром противника предполагалось реализовать комбинацией огня и манёвра сил всех войсковых инстанций, непрерывным огневым поражением главных сил неприятеля со стороны последовательно сосредоточившихся войск и ведением боя по всей глубине основного района обороны дивизии, а не только на одной оборонительной позиции.

## Особенности

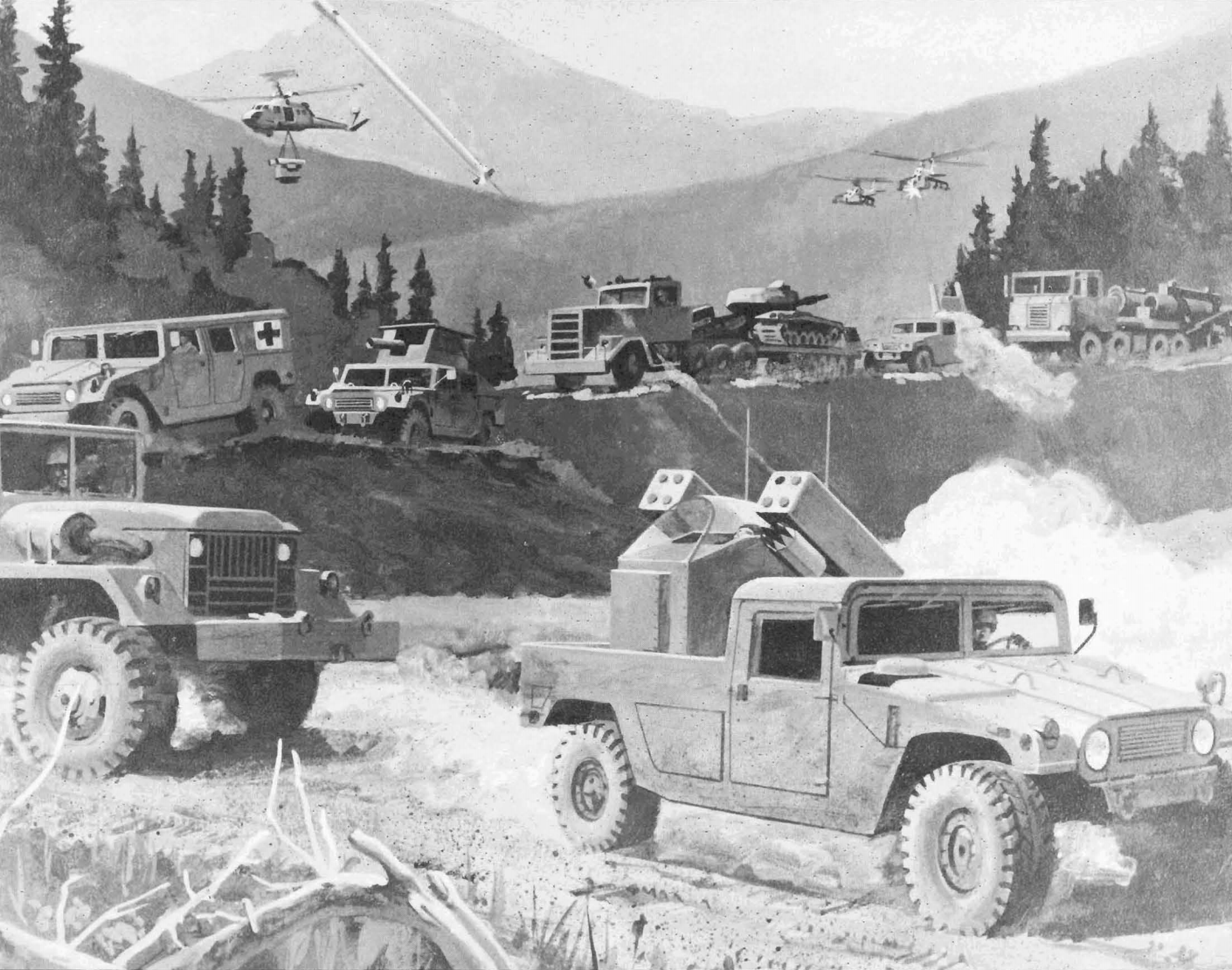
Комплекс ПВО «Эвенджер» осуществляет прикрытие автоколонны

Одним из главных отличительных признаков активной обороны, по сравнению с другими её видами, отечественные специалисты считают выделение минимальных резервов. По мнению американских военных теоретиков проблема уничтожения вклинившихся группировок противника встанет настолько остро, что сохранение значительных сил вне боя будет крайне неоптимальным решением. Незначительные резервные части предполагалось держать в глубине на направлениях наиболее вероятного продвижения противника.

### Боевое построение
Концепция «активной обороны» имела ярко выряженную направленность против противника, который полагался на ударные возможности массированного использования бронетанковых и механизированных сил. В силу этого, боевая организация в рамках этой концепции подразумевала формирование из пехотных частей большого количества батальонных тактических групп, которые действовали при непосредственной поддержке полевой артиллерии и тактической авиации. При этом, их состав должен быть усилен танками, противотанковыми вертолётами и средствами ПВО, так как самостоятельное значение пехотных частей считалось крайне незначительным.

### Роль разведки
Так как стержневым моментом всей концепции являлась масштабная перегруппировка сил на выявленное направление главного удара противника, то исключительную роль во вскрытии этого направления отводили органам и подразделениям войсковой разведки. Считалось, что успех всей операции зависел именно от эффективной работы всех разведорганов по установлению направлений, где противник планирует главный, а где — вспомогательные удары.

### Полоса обеспечения и войска прикрытия
«Активная оборона» не мыслилась без создания сильной полосы обеспечения в полосе обороны соединения; для действий в ней из состава корпуса или дивизии выделялись войска прикрытия. Вся полоса обороны рассматривалась как совокупность трёх равноценных элементов: основного района обороны, полосы обеспечения и тылового района. Войска прикрытия и их состав назначались командованием корпуса, в их качестве мог выступать, например, корпусной бронекавалерийский полк или штатные разведбатальоны из состава дивизий корпуса.

## Восприятие

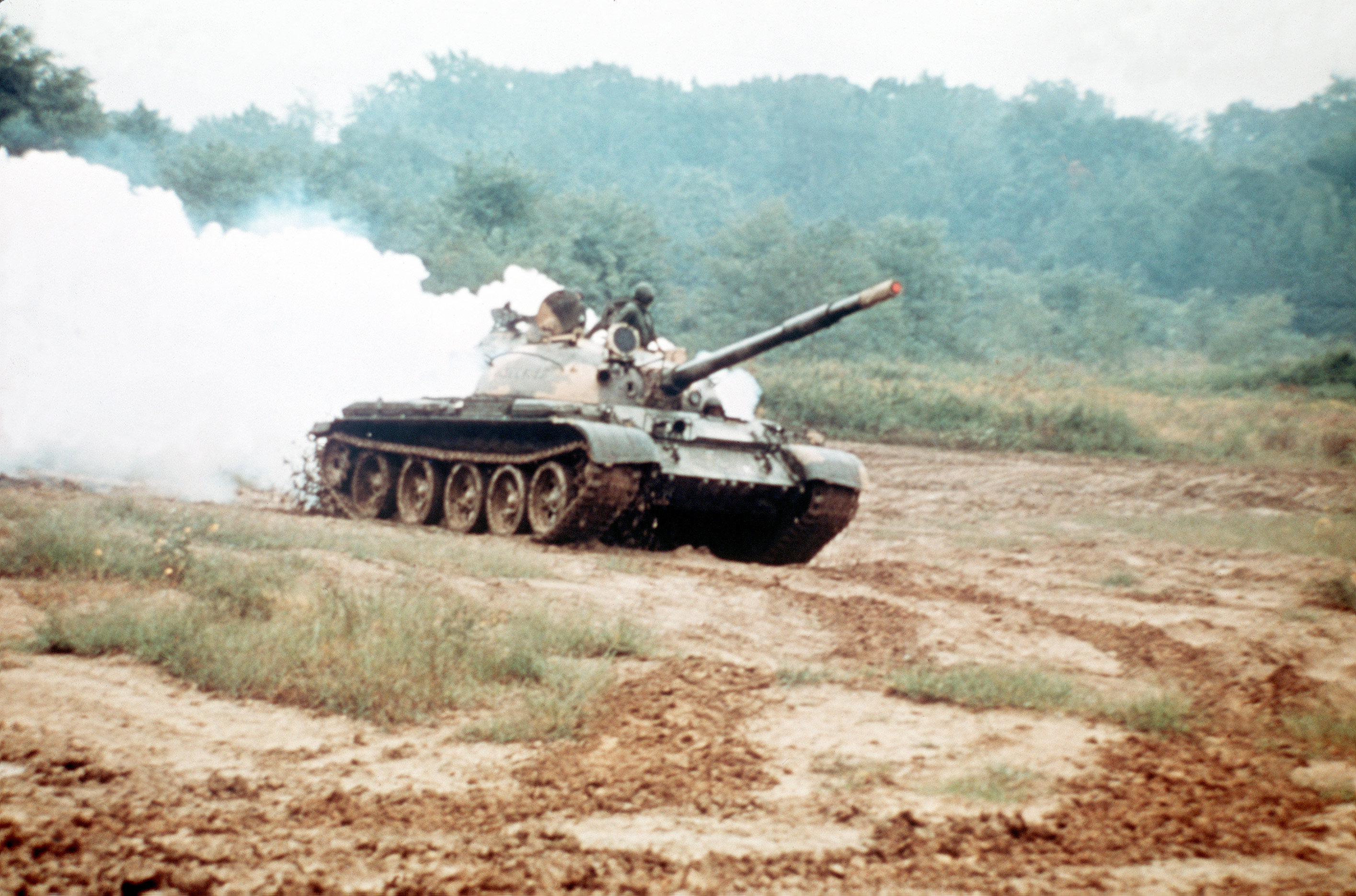
Советский танк Т-62 осуществляет постановку дымовой завесы

Публикация в июле 1976 года новой тактической доктрины «активной обороны» в боевом уставе FM 100-5 была расценена западными военными специалистами как значительное событие. Ознаменовав возвращение американского внимания к европейскому театру военных действий, она была воспринята как новое слово в области тактического выстраивания боевых действий. Первоначальное впечатление основных положений данной концепции, произведённое на военные круги западных стран, считается весьма хорошим, а сам документ был даже назван началом «доктринального ренессанса». Однако уже в марте 1977 года зазвучали первые голоса критиков, которые выражали своё несогласие с общей положительной оценкой этого документа.
Первые критические замечания были вызваны тем, что создатели концепции сделали упор на ведение боевых действий в форме повсеместной стратегической обороны и уделили нeдостаточно внимания наступательным аспектам войны. Следующей мишенью для критики стал пункт руководства, предписывающий американской действующей армии любой ценой одержать решительную победу в первом столкновении, потому что следующих битв уже могло и не случиться. В процессе короткой, но яростной дискуссии на страницах военных журналов был сделан вывод об оторванности этого слогана от контекста, который однозначно предписывал использовать инерцию первой решительной победы в ходе продолжающейся войны. Ибо, если западные силы не смогут убедительно выиграть первую серию столкновений, то у них будет мало шансов избежать последующего окружения и разгрома.
Огромное количество вопросов вызвала нацеленность активной обороны на противостояние классической советской концепции прорыва обороны большим количеством бронетанковых частей, которая в 1976 году уже прекратила на западе расцениваться как реалистическая угроза. Зарубежные специалисты обратили внимание, что в советской военной литературе 1974—1975 годов шло активное обсуждение роли противотанкового вооружения и опыта войны Судного дня, что привело к перевороту в оперативном мышлении советского командования. На смену массированному танковому прорыву оборонительных рубежей пришла идея предварительного прощупывания обороны атаками мотострелков на всём протяжении линии боевого соприкосновения. Выявив таким образом слабые места, на них направляли удар всей мощи советских танковых резервов. Эта трансформация получила название «тактической революции» советской военной доктрины.
Однако основным объектом критики стало пренебрежение резервами в пользу концентрации сил на направлении главного удара советских войск. Генерал Донн Старри, как один из создателей активной обороны, заметил, что недостаток больших резервов принимался во внимание при разработке этой концепции, но поставленная перед ним задача была настолько сложна, что ему было просто невозможно позволить себе придержать часть сил в запасе.